# Marco Antonio Rodríguez Beltrán
Marco Antonio Rodríguez Beltrán ist ein ehemaliger mexikanischer Fußballspieler auf der Position eines Verteidigers. Heute arbeitet er als Trainer und Leiter der nach ihm benannten Fußballschule (auch verkürzt als MARB bezeichnet) im Auftrag seines Exvereins Cruz Azul.

## Leben
Rodríguez stand während seiner Laufbahn als Profifußballspieler beim CD Cruz Azul (1971–1976) und beim Puebla FC (1976–1982) unter Vertrag.
Mit den Cementeros gewann er zwischen 1972 und 1974 dreimal in Folge die mexikanische Meisterschaft.

## Erfolge
- Mexikanischer Meister: 1971/72, 1972/73 und 1973/74
- Mexikanischer Supercup: 1974
- CONCACAF Champions Cup: 1971